# Comuna Velîki Kalenîci, Polonne
Velîki Kalenîci (în ucraineană Великі Каленичі) este o comună în raionul Polonne, regiunea Hmelnîțkîi, Ucraina, formată din satele Kohanivka, Mali Kalenîci și Velîki Kalenîci (reședința).

## Demografie
Componența lingvistică a comunei Velîki Kalenîci
     Ucraineană (99,5%)
     Alte limbi (0,3%)
Conform recensământului din 2001, majoritatea populației comunei Velîki Kalenîci era vorbitoare de ucraineană (99,5%), existând în minoritate și vorbitori de alte limbi.